# X-Men: Der letzte Widerstand
X-Men: Der letzte Widerstand (Originaltitel: X-Men: The Last Stand, auch bekannt als X-Men 3) ist eine US-amerikanische Comicverfilmung aus dem Jahr 2006 und basiert wie auch die beiden Vorgänger X-Men (2000) und X-Men 2 (2003) der X-Men-Filmreihe auf der Comicserie X-Men von Marvel Comics. Die umfangreiche Besetzung wurde größtenteils übernommen. Die Regie führte diesmal Brett Ratner, da Bryan Singer, der Regisseur der ersten beiden Filme, mit den Dreharbeiten zum Film Superman Returns (2006) beschäftigt war.

## Handlung
Zu Anfang gibt es einen Rückblick, ungefähr 20 Jahre zuvor: Erik Lensherr (Magneto) und Charles Xavier, damals noch gute Freunde, besuchen die junge Jean Grey. Jean ist noch ein Kind, zeigt aber bereits außerordentlich starke Kräfte im Bereich der Telepathie und Telekinese und verfügt über ein scheinbar unbegrenztes Potential. Während Erik beeindruckt ist, macht sich Charles Sorgen, da ihre Kräfte nicht nur überaus stark sind, sondern auch meist instinktgesteuert freigesetzt werden. Er beschließt, Teile ihres Geistes mit telepathischen Blockaden zu versehen, um so einen Großteil ihrer Kräfte in ihrem Unterbewusstsein einzuschließen. Ein Seitenstrang behandelt die Furcht des jungen Warren Worthington III, Sohn eines reichen Industriellen, vor seiner eigenen Mutation und dem Versuch, die ihm gewachsenen Flügel mit allen Mitteln zu entfernen – bis er von seinem Vater dabei entdeckt wird.
In der Gegenwart: Die X-Men verbünden sich mit Dr. Henry „Hank“ McCoy, der einst – unter dem Codenamen „The Beast“ – ein Gründungsmitglied der X-Men war und nun als erster Mutant ein Regierungsamt bekleidet. McCoy besichtigt einen Pharmakonzern, begleitet von einer Ärztin aus dem Team von Warren Worthington II, der ein Mittel gegen die Mutationen gefunden hat. Quelle dieses „Heilmittels“ ist der Mutant Jimmy (Codename: Leech), der in der Lage ist, das X-Gen, das für die Kräfte der Mutanten verantwortlich ist, bei anderen Mutanten zu unterdrücken. Allerdings wird betont, dass das Mittel nur für den Gebrauch bei Mutanten vorgesehen sei, die ihre Kräfte auch wirklich loswerden wollen – ein Angebot, welches auch Rogue annehmen will, da ihre Kräfte eine intimere Verbindung mit ihrem Freund Iceman verhindern. Warren Worthington III (Angel), für den sein Vater das Mittel primär entwickelt hat, weigert sich aber im letzten Moment, sich der Behandlung zu unterziehen, und fliegt mit seinen nun ausgewachsenen Flügeln davon.
Die X-Men leben nach den Geschehnissen am Alkali Lake ihr Leben weiter. Einzig Scott/Cyclops zieht sich zurück, da er den Tod von Jean nicht verkraften kann. Während die X-Men mit ihren neuen Teammitgliedern im Gefahrenraum eine holografische Übungssequenz bewältigen, erhält Cyclops urplötzlich einen telepathischen Ruf seiner totgeglaubten Partnerin. Unverzüglich begibt er sich zum Alkali Lake, wo Jean tatsächlich wieder den Wassermassen, die sie einst begruben, entsteigt. Bei einem Kuss der beiden vollzieht sich jedoch eine finstere Wandlung in Jean, die in den Gedanken von Professor Xavier alle Alarmglocken läuten lässt. Er schickt Storm und Wolverine zum Alkali Lake, diese finden jedoch nur die bewusstlose Jean und Cyclops’ in der Luft schwebende Brille. Zunächst ist unklar, was mit Cyclops geschehen ist, und so bringen die beiden X-Men Jean zurück ins Institut.
Nach der Verkündung des Mutanten-Heilmittels in den Medien gründet Magneto eine Armee von Mutanten, zu denen auch Pyro, ein früherer Schüler am Xavier-Institut, gehört, und schürt deren Paranoia, dass die Regierung das Mittel einsetzen werde, um alle Mutanten unter Zwang zu „normalen“ Menschen zu machen. Als das Heilmittel bei Magnetos Versuch, seine Verbündete Mystique und andere Mutanten – Juggernaut und Multiple Man – aus der Gewalt der Regierung zu befreien, auch tatsächlich als Waffe gegen die Mutanten eingesetzt wird und Mystique dadurch ihre Kräfte verliert, treten Magneto und seine Mutanten an, die Quelle des Heilmittels zu zerstören: die Worthington-Pharmafirma.
In der Zwischenzeit erfährt Wolverine von Prof. Xavier, dass Jeans Persönlichkeit gespalten ist. Xavier offenbart ihm, dass sie der Mutant mit den stärksten Kräften sei, der ihm je begegnet sei. Bereits in ihrer Kindheit sei Jean so mächtig gewesen, dass Xavier sich gezwungen sah, sie mithilfe seiner telepathischen Kräfte einzudämmen, doch während dieser Behandlung spaltete sich Jeans Persönlichkeit in zwei Personen. Die eine, Jean selbst, war rational und kontrolliert; die andere, die sich selbst als „Phoenix“ bezeichnete, agierte einzig instinktgesteuert und war in Xaviers Augen eine große Gefahr für die Allgemeinheit. So nutzte er damals seine Kräfte, um den destruktiven Teil von Jeans Bewusstsein wegzusperren und so auch Phoenix zu bändigen. Nachdem Xavier und Wolverine nach einer heftigen Diskussion über Ethik auseinandergehen, erwacht Phoenix in Jean und macht Wolverine sexuelle Avancen. Als Wolverine diese zurückweist, da sie nicht sie selbst sei, schleudert Phoenix ihn an die Wand und entkommt.
Mit Hilfe von Callisto, einer Mutantin, die andere aufspüren kann, spürt Magneto Phoenix im Haus ihrer Eltern auf, wo er mit seinen Vertrauten auf Xavier, Storm und Wolverine trifft. Magneto und Xavier betreten das Haus und jeder versucht, Jean bzw. Phoenix auf seine Seite zu bringen. Storm und Wolverine versuchen ebenfalls, ins Haus zu gelangen, liefern sich dabei jedoch eine Schlacht mit Juggernaut und Callisto. Die Auseinandersetzung im Haus endet derweil mit einem telepathischen Duell zwischen Phoenix und Xavier, in dessen Verlauf Jeans telekinetische Kräfte das Haus aus seinen Fundamenten reißen und schließlich Xavier regelrecht in Luft auflösen. Magneto nimmt sich nun Phoenix’ an und bringt sie dazu, ihm zu folgen. Wenig später findet im X-Institut eine Trauerfeier zu Ehren von Professor Xavier statt. Kurze Zeit später jedoch folgt auch Wolverine einem mentalen Ruf von Jean und findet sich in Magnetos Camp im Wald wieder. Als er nach einem vergeblichen Versuch, Jean zu Vernunft zu bringen, auf Magneto trifft, setzt dieser ihn außer Gefecht.
Schließlich ziehen Magneto und seine „Bruderschaft der Mutanten“ mit Phoenix zur Insel Alcatraz, San Francisco. Die frühere Gefängnisinsel ist mittlerweile zu einem Labor umgebaut, in dem Leech untergebracht ist und durch seinen Körper „das Heilmittel“ produziert wird. Magneto möchte Leech töten, da die Produktion des Serums nicht ohne den Jungen stattfinden kann. Es kommt zu einem Aufeinandertreffen von Magnetos Mutanten-Armee und den mit dem „Heilmittel“ bewaffneten Soldaten der Regierung. Kurz nach Beginn der Schlacht erreichen auch die X-Men Alcatraz und stehen den Soldaten der Regierung zur Seite.
Während der Kampf tobt, entsendet Magneto Juggernaut, der in den Forschungstrakt eindringen und Leech töten soll. Juggernaut wird jedoch von Kitty Pryde aufgehalten, die ihn austrickst und Leech befreien kann. Durch die vereinten Kräfte und eine Täuschung gelingt es den X-Men schließlich, Magneto aufzuhalten. Wolverine schafft es, Magneto abzulenken, so dass Hank McCoy diesem eine große Menge des Heilungsmittels injizieren kann, mit dem Ergebnis, dass Magneto all seine magnetischen Kräfte verliert. Doch als ein letzter Versuch, Jean Grey wieder zur Besinnung zu bringen, durch das unbedachte Eingreifen der Soldaten scheitert, geraten Phoenix’ Kräfte immer mehr außer Kontrolle. Während Jean alles und jeden, der sich nicht schnell genug in Sicherheit bringt, im wahrsten Sinne des Wortes pulverisiert, helfen die X-Men und Angel bei der Evakuierung der Einrichtung. Nur Wolverine ist dank seiner Regenerationskräfte dazu fähig, mühsam bis zu Phoenix vorzudringen. Als deren zweite Persönlichkeit (Alter Ego) Jean sich schließlich für einen kurzen Moment durchsetzen kann, bittet sie Wolverine, sie zu töten. Wolverine gesteht Jean, dass er sie liebt, bevor er sie mit seinen Adamantiumklauen durchbohrt und damit tötet.
Am Ende des Films ist der „geheilte“ Magneto alias Erik Lensherr schließlich nur noch ein alter, verbitterter Mann. In einer letzten Szene wird er kurz im Park gezeigt, wo er beim Schachspielen eine metallische Schach-Figur ein wenig bewegen kann, ohne diese zu berühren; dies lässt vermuten, dass das „Heilmittel“ gegen die Mutationen entweder nicht stark genug war, um einen mächtigen Mutanten wie ihn zu „heilen“ oder nur eine begrenzte Wirkungsdauer hat. Storm und Wolverine indessen führen die Mutantenschule zum Gedenken an Xaviers Vermächtnis weiter.
Nach dem Abspann folgt noch ein Epilog: Man sieht den zu Filmbeginn von Prof. Xavier in einem Lehrvideo im Klassenzimmer schon einmal gezeigten hirntoten Mann in einem Krankenhauszimmer liegen. Eine alte Freundin von Charles, Dr. Moira MacTaggart, kommt herein, um nach dem Patienten zu sehen, als dieser plötzlich seinen Kopf bewegt und Moira mit Charles’ Stimme anspricht. Mit ihrem entgeisterten Ausruf „Charles?!“ endet der Film.

## Rezeption

### Kritiken
James Berardinelli schrieb auf ReelViews: „Wer die ersten zwei X-Men-Filme mochte, werde auch den dritten mögen“. Berardinelli kritisierte, dass zu viele Charaktere sich die Filmzeit teilen. Roger Ebert schrieb in der Chicago Sun-Times vom 26. Mai 2006, dass er die Action und die Absurdität des Films genoss. Die deutsche Kinozeitschrift Cinema schrieb: „Widerstand zwecklos! Teil drei der düsteren ‚X-Men‘-Saga überzeugt mit einer brisanten Story und dem wohl spektakulärsten Showdown des Jahres.“

### Auszeichnungen
Der Film erhielt 2006 sieben Nominierungen für den Teen Choice Award, darunter für Halle Berry und für Hugh Jackman. Halle Berry wurde im selben Jahr außerdem für den Black Movie Award nominiert. 2007 erhielt Famke Janssen den Saturn Award für die beste Nebendarstellerin für die Darstellung der Dr. Jean Grey/Phoenix.

## Produktion
Bryan Singer, Regisseur der beiden vorherigen Verfilmungen, konnte nicht wieder verpflichtet werden, da er die Regiearbeit am Film Superman Returns übernahm. Aus dem gleichen Grund hat James Marsden (Cyclops) im dritten Teil nur einen Kurzauftritt. Als Singers Nachfolger wurde Matthew Vaughn (Produzent des Films Snatch – Schweine und Diamanten) angeworben, der auch für einige Zeit an dem Projekt arbeitete, es schließlich aber noch vor Drehbeginn wieder verließ. So wurde Brett Ratner mit der etwa 210 Mio. US-Dollar teuren Produktion beauftragt.
Die Dreharbeiten begannen schließlich im August 2005 und dauerten bis zum Dezember desselben Jahres. Sie beinhalteten unter anderem den Bau eines gewaltigen Modells der Golden Gate Bridge, auch hatte Angel-Darsteller Ben Foster Probleme mit den künstlichen Flügeln, die er in fast allen Szenen tragen musste; sie erwiesen sich als zu schwer und mussten zu einem komplett neuen, leichteren Modell umgearbeitet werden.
Der erste Trailer zum Film wurde in den USA im Dezember 2005 veröffentlicht, der zweite am 4. April 2006. Der Film startete weltweit am 25. Mai 2006. Bis Juli 2006 hatte er bereits 425 Mio. US-Dollar eingespielt.

## Synchronisation
Die deutsche Synchronisation entstand nach einem Dialogbuch und unter der Dialogregie von Tobias Meister im Auftrag der Interopa Film GmbH in Berlin.
| Rolle                          | Schauspieler       | Synchronsprecher         |
| ------------------------------ | ------------------ | ------------------------ |
| Charles Xavier / Professor X   | Patrick Stewart    | Rolf Schult              |
| Logan / Wolverine              | Hugh Jackman       | Thomas Nero Wolff        |
| Ororo Munroe / Storm           | Halle Berry        | Melanie Pukaß            |
| Erik Lensherr / Magneto        | Ian McKellen       | Jürgen Thormann          |
| Dr. Jean Grey                  | Famke Janssen      | Christin Marquitan       |
| Anna Marie LeBeau / Rogue      | Anna Paquin        | Berenice Weichert        |
| Dr. Hank McCoy / Beast         | Kelsey Grammer     | Frank-Otto Schenk        |
| Scott Summers / Cyclops        | James Marsden      | Matthias Hinze           |
| Mystique                       | Rebecca Romijn     | Andreschka Großmann      |
| Bobby Drake / Iceman           | Shawn Ashmore      | Gerrit Schmidt-Foß       |
| John Allerdyce / Pyro          | Aaron Stanford     | Norman Matt              |
| Kitty Pryde / Shadowcat        | Elliot Page        | Anja Stadlober           |
| Peter Rasputin / Colossus      | Daniel Cudmore     | Sebastian Jacob          |
| Cain Marko / Juggernaut        | Vinnie Jones       | Gerald Paradies          |
| Warren Worthington III / Angel | Ben Foster         | Kim Hasper               |
| Callisto                       | Dania Ramírez      | Maria Koschny            |
| Jamie Madrox / Multiple Man    | Eric Dane          | Tobias Meister           |
| Quentin Quire / Kid Omega      | Ken Leung          | Oliver Neuss             |
| Warren Worthington II          | Michael Murphy     | Hans-Werner Bussinger    |
| Dr. Kavita Rao                 | Shohreh Aghdashloo | Regine Albrecht          |
| The President                  | Josef Sommer       | Friedrich Georg Beckhaus |
| Dr. Moira MacTaggart           | Olivia Williams    | Sabine Falkenberg        |
| James „Jimmy“ Leech            | Cameron Bright     | David Turba              |

## Trivia
Zahlreiche Schauspieler, darunter Mike Vogel, Jed Bernard und Nick Stahl (Sin City), bewarben sich für die Rolle des Angel. Die Rolle ging schließlich an Ben Foster, der in mehreren Spielfilmen und der Fernsehserie Six Feet Under – Gestorben wird immer auf sich aufmerksam gemacht hatte.
Halle Berry hatte nach dem Drehende von X-Men 2 angekündigt, nicht an einer weiteren X-Men-Verfilmung mitarbeiten zu wollen. Als Grund gab sie persönliche Probleme mit Regisseur Bryan Singer an. Außerdem bemängelte sie, dass der Charakter Storm sich nicht weiterentwickelte, und wollte sich auf die Hauptrolle in Catwoman konzentrieren. Als dieser Film dann jedoch katastrophal floppte und Singer sich von X-Men 3 abwandte, schloss sich Berry dem Projekt wieder an, allerdings unter der Voraussetzung, dass Storm eine größere Rolle spielte.
Comic-Autor Stan Lee hat in den ersten Minuten des Films einen Cameo-Auftritt: Er sprengt den Rasen mit dem Wasserschlauch in der Nachbarschaft der jungen Jean Grey.
Am 16. Mai 2006 wurde von Activision ein Videospiel zum Film veröffentlicht, welches die Geschehnisse zwischen dem zweiten und dritten Teil behandelt.

## Kontroverse
Im November 2017 warf der Schauspieler Elliot Page (spielte die Rolle der Shadowcat), der sich zu der Zeit als lesbisch bezeichnete, dem Regisseur Brett Ratner vor, ihn während der Dreharbeiten mit homophoben Äußerungen diskriminiert und gegen seinen Willen geoutet zu haben. Seine bisexuelle Schauspielkollegin Anna Paquin (Rogue) bestätigte seine Vorwürfe.